# Ctenium brachystachyum
Ctenium brachystachyum är en gräsart som först beskrevs av Christian Gottfried Daniel Nees von Esenbeck, och fick sitt nu gällande namn av Carl Sigismund Kunth. Ctenium brachystachyum ingår i släktet Ctenium, och familjen gräs. Inga underarter finns listade i Catalogue of Life.